# Плакхин, Аркадий Миронович
Аркадий Миронович Плакхин (бел. Аркадзь Міронавіч Плакхін; род. 1940, Полоцк) — советский и белорусский (Минск) спортсмен (русские шашки), международный гроссмейстер (1995), гроссмейстер СССР (1974), Заслуженный мастер спорта Республики Беларусь (2005), мастер ФМЖД по международным шашкам, мастер спорта СССР (1954).
Чемпион мира (1994—1995), четырёхкратный чемпион СССР (1960 (сопобедитель Зиновий Цирик), 1963, 1972 ((сопобедители Юрий Кустарев, Павел Миловидов), 1974), 29-кратный участник чемпионатов СССР. 57 раз выступал в чемпионатах БССР и Республики Беларусь. 14-кратный чемпион Белоруссии (13 раз в шашки-64 и 1 раз в шашки-100), двукратный чемпион ВЦСПС.
Аркадий Плакхин около 40 лет был рабочим на заводе «Горизонт» (Минск), затем 12 лет работал тренером в минской СДЮШОР № 11 по шахматам и шашкам. Его ученики становились мастерами спорта, выходили победителями крупных турниров.